# Cobra d'ulleres
La cobra índia o cobra d'ulleres (Naja naja) és una espècie de serp verinosa originària del Subcontinent indi. Com unes altres cobres, la cobra d'ulleres és famosa pel caputxó que desplega al voltant del seu cap quan es troba excitada o amenaçada, el qual és el més gran de totes les espècies. En la part de darrere del caputxó té dues taques negres unides per una línia corba, que fa l'efecte de ser unes ulleres. La grandària mitjana d'aquestes cobres es troba entorn del metre, encara que rares vegades superen els 2 metres de longitud (arribant als 2,2 metres). El color dels ulleres pot variar significativament de la mateixa manera que el color de la resta del cos de la serp.
Ha sigut utilitzada pels encantadors de cobres de l'Índia durant segles.
Habita a l'Índia i al sud-est asiàtic.
Aquesta espècie és sovint considerada com una de les quals més risc comporta per a la vida de l'home; això es deu tant a la toxicitat del seu verí (aquesta espècie, com totes les serps del genero elapidae posseeix un poderós verí neurotòxic) com al seu hàbitat, proper a les senderes i a les ciutats, llocs d'alt risc de contacte humà.
La seva mossegada sol injectar una dosi letal de verí mitjançant uns ullals acanalats, aquesta serp acostuma a expulsar una dosi letal de verí en cada mossegada, produint-se en rares ocasions l'anomenada mossegada seca en la qual no s'injecta cap quantitat de verí. El seu verí, constituït per una poderosa neurotoxina, és capaç de matar als 15 minuts de ser inoculat produint-se la mort per trastorns derivats de la paràlisi, com l'atur cardiorespiratori.
Hi ha una llegenda budista de l'Índia que tracta d'explicar l'origen de les taques que semblen ulleres. Diu així:
- Una reencarnació de Buda peregrinà per l'Índia, arribà a una planúria sense arbres i en un moment que es cansà va cercar un lloc amb ombra per a descansar. No en trobà de lloc i es gità, pegant-li els raigs del sol. La cobra d'ulleres el veié i volent ajudar-lo va estendre el seu caputxó damunt d'ell. Buda, en recompensa, la tocà. Al tocar-la deixà les ulleres com a marques transmissibles als descendents.